# Elaeagnus davidii
Elaeagnus davidii — вид квіткових рослин з родини маслинкових (Elaeagnaceae). Поширення: Китай (Сичуань).

## Середовище
Росте в кам'янистих місцевостях.

## Біоморфологічна характеристика
Це листопадний, сильно розгалужений кущ, заввишки 0.9–1.2 метра. Колючки до 1 см, тонкі; старі гілки сірі, голі; молоді гілки іржавого кольору. Ніжка листка іржавого кольору, 2–3 мм, тонка; листкова пластинка еліптична, 1.7–2.5 × 0.9–1.1 см, жорстка, шкіряста, знизу зі сріблястими лусками та розсіяними коричневими лусками, зверху дуже рідко луската, коли молода, потім гола, бічні жилки зазвичай 4 з кожного боку середньої жилки, злегка підняті знизу, зверху нечіткі, основа закруглена, край цільний, верхівка закруглена або підгостра. Квіти поодинокі в пазухах листяних приквітків на нових пагонах, зовні лускаті, лусочки переважно сріблясті, деякі коричневі. Квітконіжка ≈ 1.5 мм. Трубка чашечки дзвонова, ≈ 3 мм; частки широко яйцеподібні, обидві сторони вкриті іржаво-коричневими та сріблястими лусками.